# S.V.E.S.T.
S.V.E.S.T. ist eine französische Black-Metal-Band aus Nantes, Pays de la Loire. Der Bandname ist eine Abkürzung für Satanas Vobiscum et Spiritum Tuo (Latein ‚Satan sei mit Euch und mit deinem Geiste‘), eine Parodie des Grußes Dominus vobiscum (‚Der Herr sei mit Euch‘) aus der Messe der römisch-katholischen Kirche und der Antwort et cum spiritu tuo durch die Gemeinde.

## Bandgeschichte
S.V.E.S.T. wurde 1997 von Spica und Darkkarma, Ex-Mitgliedern der Band Asmodee, gegründet. 1998 und 1999 erschienen die Demos Scarification of Soul und Death to Macrocosm. 2003 erschien ihr Debütalbum Urfaust. Das 2005 erschienene Werk Coagula ist eine Neuaufnahme der Demos von 1998 und 1999. 2008 erschien die Split Veritas Diaboli manet in aeternum mit Deathspell Omega. Die darauf enthaltenen Stücke wurden zeitgleich als EP Veritas Diaboli manet in aeternum: Le Diable est ma raison veröffentlicht.

## Musikstil
Die Band ist im traditionellen Black Metal verwurzelt. hsinaV Xef Ihtraeth vom Webzine My Heart Bleeds for You findet im Stil der Demos „eine Menge Talent und Originalität“, er sei „technisch, ungewöhnlich“. Auf Urfaust setzt S.V.E.S.T. eine „etwas psychedelische Lead-Gitarre“ ein, die von einem „deutlich hörbaren und lebhaften Bass“ begleitet wird, „der in volltönender Manier daherrumpelt“. Ungewöhnlich sind die Harmonien und tonalen Kombinationen. Das Schlagzeug wird vom Metal Observer als „Sperrfeuer“ und „permanente Kakophonie“ bezeichnet, Richard von Lurker beschreibt die Musik als „kakophonischen, gewalttätigen, unbestimmt-psychedelischen, trippigen Black-Metal-Lärm“; beim Hören könne man denken, man höre „obskuren, psychedelischen Krautrock aus der Vergangenheit: bluesig, wankend und eingehüllt in eine aufblitzende Lo-Fi-Atmosphäre“, bis die Blastbeats einsetzen und man erinnert werde, dass man sich rohen Black Metal anhöre. Der Klang auf der Split-EP wird von Les Éternels mit dem von Darkthrone zur Zeit von A Blaze in the Northern Sky verglichen. Der Gesang auf dieser ist verzerrt, die Riffs sind repetitiv, simpel und „kalt“, der Klang „außergewöhnlich dreckig und bis zum Maximum gesättigt“, wodurch Riff-Variationen schwer herauszuhören sind. Die Produktion wurde von Zach Zimmerman als „blechern“ bezeichnet; er bezeichnet die Riffs als fließend, aber die Lieder als rigide.

## Ideologie
Die Veröffentlichungen von S.V.E.S.T. erscheinen in streng limitierten Auflagen. Die Band ist laut Unheilige Allianzen „nur den wirklichen Szene-Gängern bekannt“. Textlich baut sie auf dem Satanismus auf, der die ideologische Grundlage des Black Metal und für Spica, den Sänger der Band, „sehr wichtig und kraftvoll“ ist. Seine Anschauung beschreibt er als „komplexe Mischung aus Nihilismus und Misanthropie, sehr viel Hass, Wissensdurst und Macht. Perversion und die Ablehnung der Moral.“ In einem früheren Interview erwähnt Spica, Satanismus sei eher eine Philosophie als eine Religion, erklärte aber seine Denkweise auf Nachfrage nicht.
Spica spricht sich gegen Politik im Black Metal aus; die Musik „sollte Hass, Verzweiflung, Dunkelheit, Schmerz usw. verbreiten aber natürlich keine Propaganda für die Natur und das Leben sein, wie es beim NS und bei Heidentum der Fall ist“. Allerdings relativiert er diese Position: „Wie auch immer, ich bin nicht gegen das Nazi-Zeug, solange das nicht mit der Bewahrung der so genannten Weißen Rasse einhergeht. Denn Black Metal ist nicht nur gegen das Christentum gerichtet, sondern auch gegen die verdammten Juden und Moslemschweine. Manchmal scheint es, dass sich manche Bands dafür schämen, antijüdische und antimuslimische Propaganda zu betreiben.“ Zudem spielt er in der Ein-Mann-Band Cantus Bestiae und brachte mit dieser eine Split-Veröffentlichung mit dem NSBM-Projekt Ad Hominem heraus.

## Diskografie

### Demos
- 1998: Scarification of Soul
- 1999: Death to Macrocosm

### Alben
- 2003: Urfaust
- 2005: Coagula

### EPs
- 2008: Veritas Diaboli manet in aeternum: Le Diable est ma raison

### Splits
- 2001: Black Metal Endsieg (Split mit Katharsis, Warloghe und Black Witchery)
- 2002: Night Tale/Death to Macrocosm (Split mit Azaxul)
- 2007: S.V.E.S.T./Inkisitor
- 2008: Veritas Diaboli manet in aeternum (Split mit Deathspell Omega)